# Кремоліно
Кремоліно (італ. Cremolino, п'єм. Chermolin) — муніципалітет в Італії, у регіоні П'ємонт,  провінція Алессандрія.
Кремоліно розташоване на відстані близько 440 км на північний захід від Рима, 85 км на південний схід від Турина, 31 км на південь від Алессандрії.
Населення — 1082 особи (2014).
Щорічний фестиваль відбувається 16 липня. Покровитель — Madonna del Carmine.

## Демографія
Населення за роками:

Станом на 1 січня 2023 року в муніципалітеті офіційно проживали 42 іноземці з 18 країн, серед них 12 громадян країн Євросоюзу та 1 громадянин України.

## Сусідні муніципалітети
- Кассінелле
- Моларе
- Морбелло
- Морсаско
- Овада
- Праско
- Тризоббіо